# Stone Cold Sober
Stone Cold Sober peti je studijski album njemačkog thrash metal sastava Tankard. Album je objavljen 9. lipnja 1992. godine, a objavila ga je diskografska kuća Noise Records.

## Popis pjesama
| 1.    | »Jurisdiction«                                                 | 5:41 |
| 2.    | »Broken Image«                                                 | 5:30 |
| 3.    | »Mindwild«                                                     | 4:59 |
| 4.    | »Ugly Beauty«                                                  | 5:09 |
| 5.    | »Centerfold (obrada J. Geils Banda)«                           | 3:23 |
| 6.    | »Behind the Back«                                              | 4:40 |
| 7.    | »Stone Cold Sober«                                             | 5:53 |
| 8.    | »Blood, Guts & Rock'n'Roll«                                    | 5:33 |
| 9.    | »Lost and Found (Tantrum Part 2)«                              | 5:30 |
| 10.   | »Sleeping with the Past«                                       | 4:15 |
| 11.   | »Freibier«                                                     | 3:29 |
| 12.   | »Of Strange Talking People Under Arabian Skies« (instrumental) | 7:41 |
| 13.   | »Outro«                                                        | 0:24 |
| 61:43 |                                                                |      |

## Zasluge
Tankard
- Andreas "Gerre" Geremia — vokali
- Frank Thorwarth — bas-gitara
- Axel Katzmann — gitara
- Andy Boulgaropoulos — gitara
- Arnulf Tunn — bubnjevi

Ostalo osoblje
- Karl-U. Walterbach — produciranje
- Harris Johns — produciranje, miksanje, inženjer zvuka
- Torsten Jansen — fotografija
- Sebastian Krüger — omot albuma
- Buffo Schnädelbach — fotografija